# L'Usure d'un monde
L'Usure d'un monde est un récit de François-Henri Désérable, paru en mai 2023 aux éditions Gallimard. 

## Résumé
Fin 2022, au plus fort de la répression contre les manifestations qui suivent la mort de Mahsa Amini, François-Henri Désérable passe un mois et demi, en Iran, qu’il traverse, sur les pas de son modèle, l'écrivain suisse Nicolas Bouvier,, de Téhéran aux limites du Baloutchistan. Arrêté par les Gardiens de la révolution, obligé de quitter le pays, il en revient avec un carnet de voyage où il évoque l’usure d’un monde : celui d’une République islamique, qui étouffe dans le sang les aspirations de son peuple,.

## Accueil critique
Pour le journaliste Olivier Bauer du Monde, L’Usure d’un monde est un hommage à l'écrivain voyageur Nicolas Bouvier auteur de L'Usage du monde paru en 1963 et aux femmes iraniennes victimes de l’oppression des mollahs. Laure Narlian, journaliste de France Info, y voit « un récit éclairant, qui montre un pays à bout, grondant de vie et de colère sous la surface. Passionnant. ».

## Prix littéraires
L'Usure d'un monde remporte le prix Nicolas-Bouvier 2023 au Festival Étonnants Voyageurs de Saint-Malo, le prix du Roman News Publicis Drugstore Les Échos 2023 et le prix Montaigne de Bordeaux 2024.

## Éditions et traductions
- L'Usure d'un monde, éd. Gallimard, coll. « Blanche », 2023  (ISBN 9782073026163).
- L'Usure d'un monde, éd. Gallimard, coll. « Folio », 2024 (ISBN 9782073058874).
- Espagnol : El deterioro de un mundo, Cabaret Voltaire, mars 2024 – trad. Lola Bermúdez Medina
- Allemand (Suisse) : Eine verfahrene Welt, Rotpunktverlag (Zürich), septembre 2024 – trad. Claudia Steinitz et Tobias Scheffel
- Japonais : 傷ついた世界の歩き方　イラン縦断記, Hakusui sha, septembre 2024 – trad. Akira Mori